# Convocazioni al torneo di qualificazione europeo al World Grand Prix 2008
Elenco delle giocatrici condovate per il torneo di qualificazione europeo al World Grand Prix 2008.